# Tomboy (Software)
Tomboy ist eine Notiz-Software für Desktop-Betriebssysteme. Das Programm wird häufig als „lokales Wiki“ bezeichnet, da es viele der Funktionalitäten eines solchen Systems mit sich bringt, jedoch keinen Webserver erfordert. So lassen sich zum Beispiel die einzelnen Nachrichten leicht über Links verknüpfen bzw. verweisen automatisch auf existierende Notizen. Tomboy ist Freie Software, die in C# geschrieben wurde und GTK# nutzt. Die Software ist Teil der Desktopumgebung Gnome und wurde unter der LGPL veröffentlicht. Tomboy wird häufig genutzt, um persönliche Informationen zu verwalten.
Seit das Mono-Projekt in Version 2.0 zur Verfügung steht, ist Tomboy auch unter Mac OS X lauffähig. Am 19. November 2018 wurde es aus dem Entwicklungszweig von Debian entfernt, weil es von veralteten GNOME-Bibliotheken abhängt und nicht mehr gepflegt wird. Debian ist u. a. die Grundlage für Ubuntu, die meistverbreitete Linux-Distribution.

## Funktionen
- Rechtschreibprüfung während der Eingabe durch GtkSpell
- automatische Verlinkung von Web- und E-Mail-Adressen, Dateien und anderen Notizen
- nummerierte und unsortierte Listen (noch in der Entwicklung)
- eine Rückgängig-/Wiederholen-Funktionalität

In Tomboy geschriebene Notizen lassen sich unter anderem mit folgenden Auszeichnungen versehen:
- Fett- und Kursivschrift
- Durchstreichungen
- farbliches Hervorheben
- unterschiedliche Schriftgrade

## Plugins
Tomboy unterstützt eine Vielzahl an Plug-ins, die meist andere Programme und Services einbinden; z. B.:
- Evolution-E-Mail-Links-Plugin
- Galago/Pidgin(Gaim) presence plugin
- Mittelklick auf das System-Tray-Icon, um Text aus der Zwischenablage einzufügen
- „Notiz des Tages“-Plugin (nicht standardmäßig installiert)
- „Text mit fester Breite“-Plugin (nicht standardmäßig installiert)
- HTML-Export-Plugin
- LaTeX-math-Plugin (nicht standardmäßig installiert)
- Druck-Plugin

## Projektabspaltungen
Da das Mono-Projekt in Linux-Distributionen zahlreiche Programmbibliotheks-Abhängigkeiten nach sich zieht, was besonders bei dem begrenzten Speicherplatz für CD-Images eine Rolle spielt, und auch Bedenken gegen den Nachbau von patentierter Microsoft-Technologie seitens der Gemeinschaft um Freie Software bestanden, wurde Gnote entwickelt. Bei dem Programm handelt es sich um eine C++-Portierung von Tomboy, welche die gesamte Funktionalität nachbildet, ohne auf Mono-Bibliotheken angewiesen zu sein. In Fedora 12 ist das Programm in die Standardinstallation aufgenommen.
Daneben existiert seit 2017 Tomboy-ng, ein Rewrite in der Programmiersprache Pascal.